# Coppa CEDEAO 1987
La Coppa CEDEAO 1987 (1987 CEDEAO Cup) fu la terza edizione della Coppa CEDEAO, competizione calcistica per nazione organizzata dalla Comunità economica degli Stati dell'Africa occidentale (CEDEAO). La competizione si svolse in Senegal dal 19 dicembre al 23 dicembre 1987 e vide la partecipazione di quattro squadre: Burkina Faso, Costa d'Avorio, Liberia e Senegal.

## Formula
- Qualificazioni

Liberia (come paese ospitante) e Senegal (come detentore del titolo) sono qualificati direttamente alla fase finale. Rimangono 4 squadre per 2 posti disponibili per la fase finale.
Playoff - 4 squadre, giocano partite di andata e ritorno. Le vincenti si qualificano alla fase finale.
- Fase finale

Fase a eliminazione diretta - 4 squadre, giocano partite di sola andata. La vincente si laurea campione CEDEAO.

## Squadre partecipanti
| Pr. | Squadra        | Data di qualificazione certa | Partecipante in quanto                                         | Partecipazioni precedenti al torneo | Ultima presenza |
| --- | -------------- | ---------------------------- | -------------------------------------------------------------- | ----------------------------------- | --------------- |
| 1   | Liberia        | -                            | Rappresentativa della nazione organizzatrice della fase finale | -                                   | Esordiente      |
| 2   | Senegal        | 29 dicembre 1985             | Rappresentativa della nazione detentrice del titolo            | 1 (1985)                            | Senegal 1985    |
| 3   | Costa d'Avorio | 13 dicembre 1987             | Vincente del Girone unico di qualificazione                    | 2 (1983, 1985)                      | Senegal 1985    |
| 4   | Burkina Faso   | 13 dicembre 1987             | Vincente del Girone unico di qualificazione                    | -                                   | Esordiente      |

Nella sezione "partecipazioni precedenti al torneo", le date in grassetto indicano che la nazione ha vinto quella edizione del torneo, mentre le date in corsivo indicano la nazione ospitante.

## Fase finale

### Fase a eliminazione diretta

#### Tabellone
|  | Semifinali     | Semifinali     | Semifinali |         |                | Finale          | Finale          | Finale          |  |
|  |                |                |            |         |                |                 |                 |                 |  |
|  | Costa d'Avorio | Costa d'Avorio | 1          |         |                |                 |                 |                 |  |
|  | Costa d'Avorio | Costa d'Avorio | 1          |         |                |                 |                 |                 |  |
|  | Senegal        | Senegal        | 0          |         |                |                 |                 |                 |  |
|  | Senegal        | Senegal        | 0          |         | Costa d'Avorio | Costa d'Avorio  | 2               |                 |  |
|  |                |                |            |         | Costa d'Avorio | Costa d'Avorio  | 2               |                 |  |
|  |                |                | Liberia    | Liberia | 1              |                 |                 |                 |  |
|  | Liberia        | Liberia        | Liberia    | Liberia | 1              | 1               |                 |                 |  |
|  | Liberia        | Liberia        |            |         |                | 1               |                 |                 |  |
|  | Burkina Faso   | Burkina Faso   | 0          |         |                | Finale 3º posto | Finale 3º posto | Finale 3º posto |  |
|  | Burkina Faso   | Burkina Faso   | 0          |         |                |                 |                 |                 |  |
|  |                |                |            |         |                |                 |                 |                 |  |
|  |                |                |            |         |                | Senegal         | Senegal         | 1               |  |
|  |                |                |            |         |                | Senegal         | Senegal         | 1               |  |
|  |                |                |            |         |                | Burkina Faso    | Burkina Faso    | 0               |  |

#### Semifinali
| Monrovia 19 dicembre 1987 | Costa d'Avorio | 1 – 0 | Senegal |  |

| Monrovia 20 dicembre 1987 | Liberia | 1 – 0 | Burkina Faso |  |

#### Finale 3º posto
| Monrovia 22 dicembre 1987 | Senegal | 1 – 0 | Burkina Faso |  |

#### Finale
| Monrovia 23 dicembre 1987 | Costa d'Avorio | 2 – 1 | Liberia |  |